# Butterschmalz

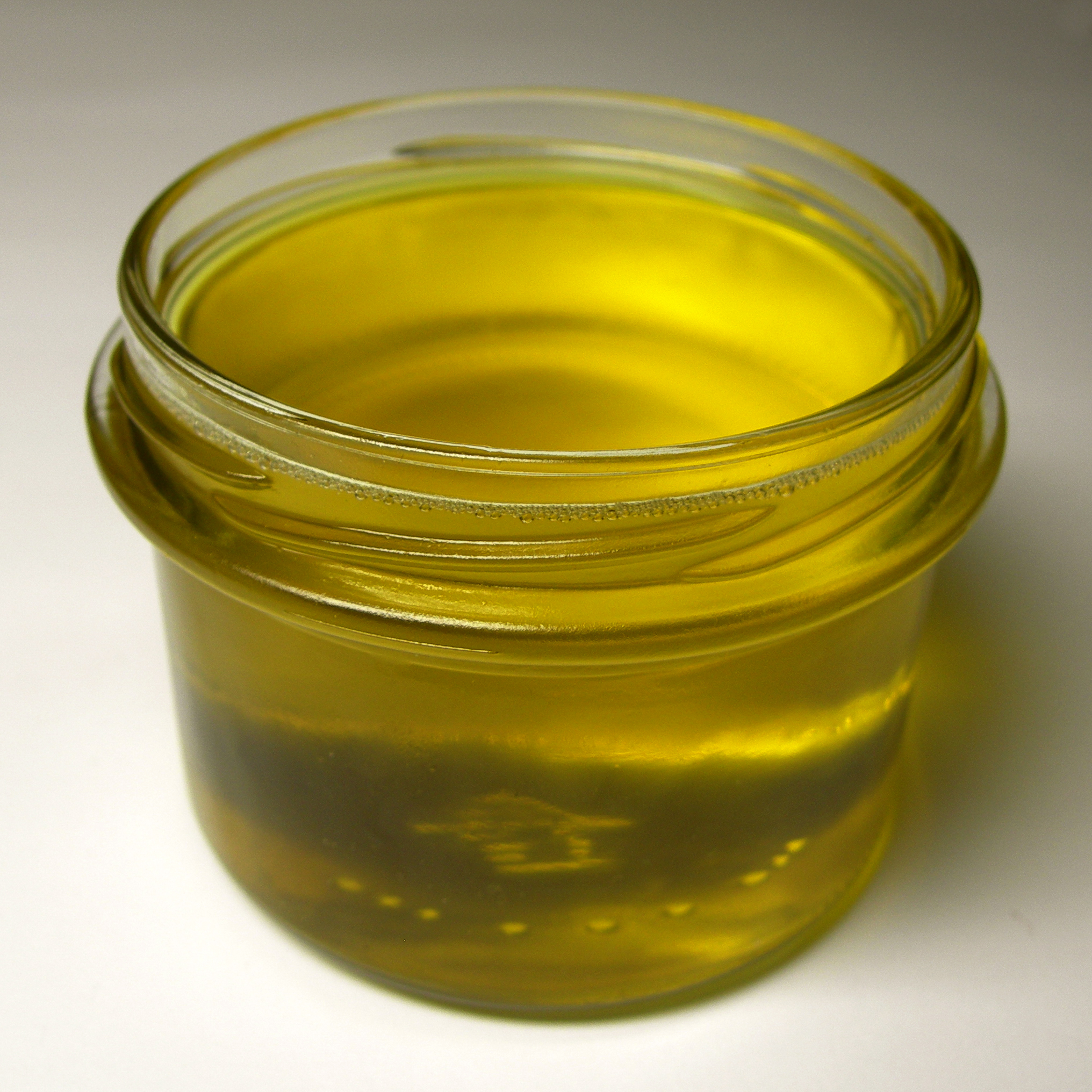
Warmes und noch flüssiges Butterschmalz

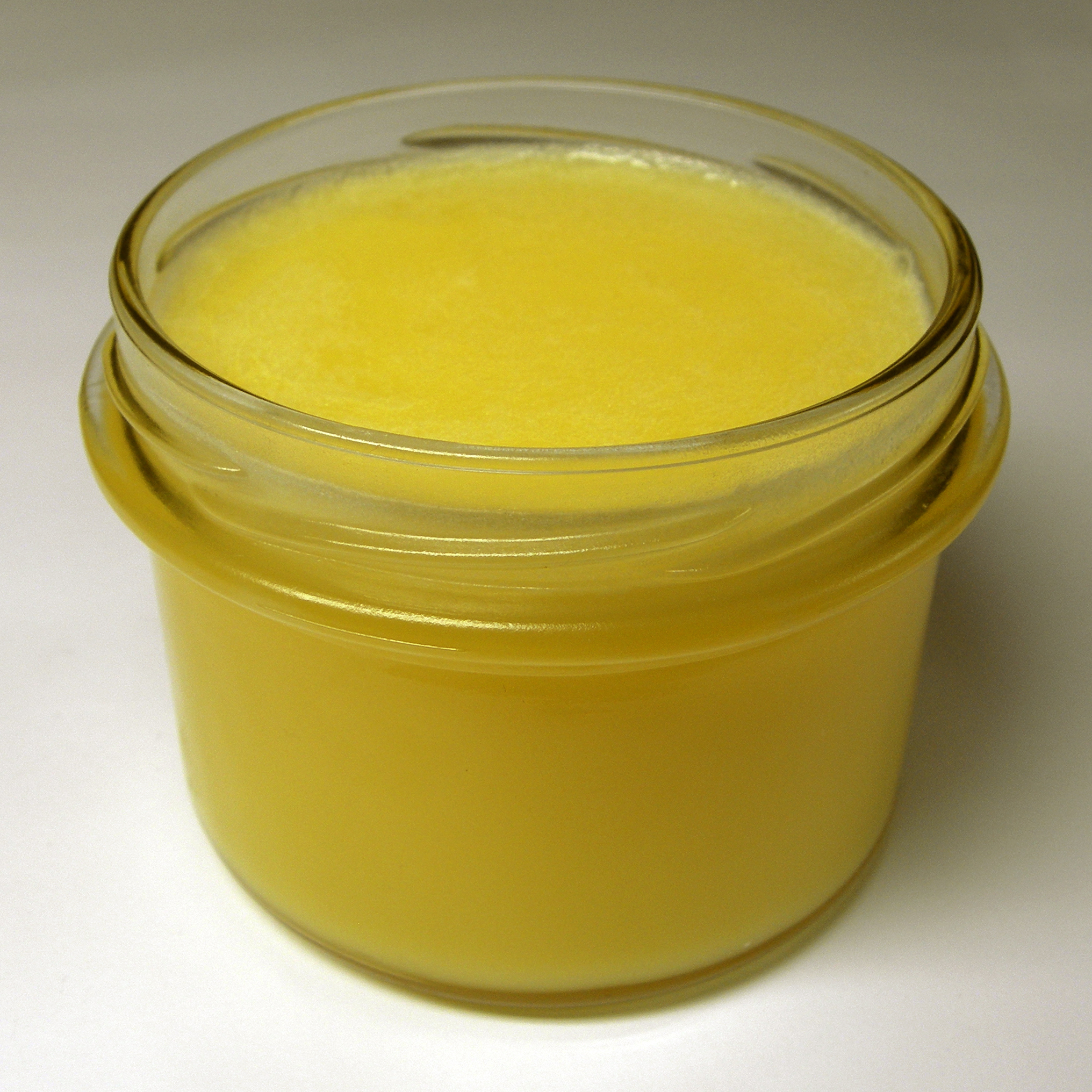
Butterschmalz bei Zimmertemperatur

Butterschmalz (auch Schmalzbutter, geklärte, eingesottene, geläuterte oder ausgelassene Butter, oder in der Schweiz Bratbutter) ist aus Butter durch Entfernen von Wasser, Milcheiweiß und Milchzucker gewonnenes sogenanntes Butterreinfett, das heißt Milchfett (auch Milchschmalz genannt. Es hat ähnliche Eigenschaften wie Schmalz, wird jedoch nicht aus Schlachtfett, sondern aus ausgelassener Butter (Milchschmalz)) von Kuhmilch erzeugt. Butterschmalz wird zum Backen, Braten und Kochen verwendet. Aufgrund des geringen Wassergehalts eignet es sich insbesondere zum Frittieren und Braten, ist jedoch auch für andere Zubereitungsverfahren als Fettzutat geeignet. Da es im Vergleich zu Butter einen höheren Fettanteil besitzt, kann die verwendete Menge um 20 % reduziert werden, wenn Butter durch Butterschmalz ersetzt wird.
Geklärte Butter hat ähnliche Eigenschaften wie Butterschmalz, ist aber weniger rein.
Sie wird beispielsweise als Grundlage für feine Saucen hergestellt, indem Butter kurz erhitzt wird. Der entstehende Schaum wird abgeschöpft und die Butter abgegossen, so dass die Molke im Behälter verbleibt.

## Eigenschaften und Zusammensetzung
Butterschmalz ist durch den geringen Wassergehalt wesentlich länger haltbar als Butter, ungekühlt hält es sich etwa neun Monate, bei Kühlschranktemperaturen bis zu 15 Monate. Butterschmalz lässt sich stärker erhitzen als viele andere Fette, der Rauchpunkt liegt bei etwa 205 °C.
Auf 100 Gramm bezogen enthält es 99,5 Gramm Fett, davon sind 63 Prozent gesättigte, 27 Prozent einfach und 2 Prozent mehrfach ungesättigte Fettsäuren. Den Rest machen Cholesterol (278 mg), Wasser (100 mg), fettlösliche Vitamine (A: 0,93 mg, D: 1,6 µg, E: 2,4 mg) und Carotin (0,53 mg) aus.
Butterschmalz ist auskristallisiertes Milchfett und daher bei Raumtemperatur fest, wohingegen Butter eine „feste Emulsion“ von Wasser in flüssigem (bzw. halbkristallinem) Milchfett ist.

## Herstellung

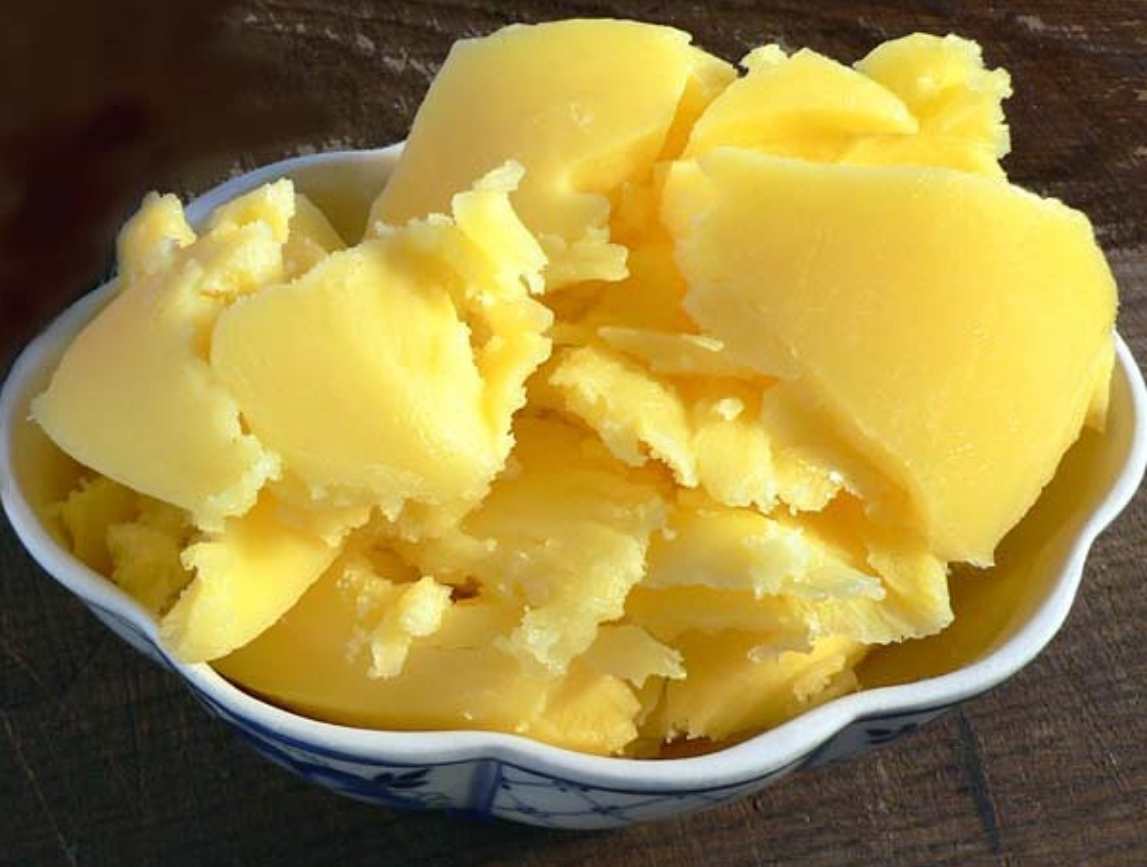
Butterschmalz hergestellt in Burjatien, Sibirien

Zur Herstellung im Haushalt wird Butter vorsichtig erhitzt und für etwa 30 Minuten flüssig gehalten, ohne sie zu bräunen. Dabei setzt sich das geronnene Eiweiß im Schaum und am Boden ab, das Wasser verdunstet. Durch Abschöpfen des Schaumes, anschließendes Abgießen und/oder Filtern wird die Butter geklärt. Aus 1 kg Butter kann man so etwa 700 g Butterreinfett gewinnen.
Zur industriellen Produktion wird Butter bei 40 bis 60 °C geschmolzen und durch Zentrifugieren das Wasser, das Milcheiweiß und der Milchzucker abgetrennt. Um letzte Wasserreste herauszudampfen, wird das Butterfett im Vakuumkessel abermals auf etwa 100 °C erhitzt. Anschließend wird das Butterschmalz mit Luft bzw. Stickstoff aufgeschlagen und abgefüllt.
Die Herstellung von Butterschmalz wurde eine Zeit lang von der EU subventioniert, um den (damaligen) Butterüberschuss („Butterberg“) abzubauen. Um eine Rückführung in Butter durch Emulgierung zu verhindern, was einem Subventionsbetrug gleichkäme, musste (gesetzlich vorgeschrieben) Stigmasterin dem Butterschmalz zugefügt werden, das dann als Indikator diente. Da der Butterüberschuss seit 2008 nicht mehr als problematisch angesehen wird, endete die Subventionierung und damit auch die Pflicht zur Beigabe von Stigmasterin.

## Besondere Formen

### Ghee
In der indischen und pakistanischen Küche gehört Ghee zu den wichtigsten Speisefetten. Das indische Ghee (anhörenⓘ) ([gʰiː]; Sanskrit ghṛta, n.; Hindi घी, ghī, m.; engl. ghee) wird in unterschiedlichen Verfahren hergestellt (in Nordindien anders als in Südindien) und hat deshalb auch unterschiedliche Qualitäten, Geschmacksausprägungen und Haltbarkeiten.

### Nitir qibe
Auch in der äthiopischen Küche hat Butterschmalz – amharisch Nitir qibe (ንጥር ቅቤ, nət’ər qəbe, oft auch niter qibe) oder auf Tigrinya tesmi genannt – eine lange Tradition und zählt zu den für die Landesküche charakteristischen Zutaten.

### Butterfett oder Butteröl
Für die Nahrungsmittelindustrie und Großbäckereien wird Butterfett industriell kalt hergestellt und als Wirtschaftsgut weltweit unter der englischen Bezeichnung butter oil oder butter fat gehandelt; der Fettgehalt muss mindestens 96 % betragen, während der Restwassergehalt 0,2 % nicht übersteigen darf. Sein Schmelzpunkt liegt bei 42 °C. Butterfett darf höchstens 0,5 % freie Fettsäuren enthalten, seine Haltbarkeit beträgt selbst bei Zimmertemperatur mindestens ein Jahr. Die Verseifungszahl wird mit 225 (Bereich 218 bis 235) angegeben, die Jodzahl mit 30 (Bereich 25 bis 38).